# 기원전 51년

## 연호
- 전한(前漢) 감로(甘露) 3년

## 기년
- 전한(前漢) 선제(宣帝) 23년
- 신라(新羅) 혁거세 거서간(赫居世居西干) 7년

## 사건
- 갈리아전쟁 8년
- 클레오파트라, 프톨레마이오스 13세와 함께 이집트의 통치자가 되다.
- 동흉노의 호한야선우가 전한에 투항

## 문화
- 키케로, <국가론> 간행